# 18755 Meduna
18755 Meduna è un asteroide della fascia principale. Scoperto nel 1999, presenta un'orbita caratterizzata da un semiasse maggiore pari a 2,2505693 UA e da un'eccentricità di 0,0797358, inclinata di 7,08794° rispetto all'eclittica.